# OLiA
OLiA (Oficjalna Lista Airplay, раніше AirPlay – Top) — щотижневий хіт-парад типу airplay, що класифікує 100 найпопулярніших музичних творів на радіо- та телестанціях на території Польщі. Він готується та публікується в Інтернеті з 2010 року Польським союзом виробників фонограм, польською асоціацією, що збирає дані про вітчизняну музичну індустрію. Кожен список містить статистику за період з суботи по п'ятницю і зазвичай публікується в наступний понеділок.
Рейтинг складається на основі даних про відтворення на 76 радіостанціях та телевізійних станціях. До уваги беруться не кількість відтворень, а кількість слухачів, що базується на результатах слухабельності та переглядів. Дані збираються та аналізуються на замовлення Союзу компанією MicroBe.
OLiA є продовженням двох польських списків ефірного часу, що публікувалися у 2005–2010 роках. Рейтинг, підготовлений Польським союзом виробників фонограм, почав публікуватися з 27 березня 2010 року, спочатку охоплюючи 5 позицій, потім 20, а в кінці 100. 16 січня 2023 року список змінив назву на OLiA.
OLiA є одним із трьох рейтингів популярності синглів у Польщі, поряд з OLiS – single w streamie, та Poland Songs, що публікується американським журналом «Billboard».

## Історія

### 2000–2005
Polish Airplay Chart уперше було опубліковано на 13-му тижні 2000 року. Щотижневі рейтинги укладалися компанією PiF PaF Production на основі електронного моніторингу шести найпопулярніших на той час радіостанцій, а також ефірних планів місцевих і регіональних мовників, загалом понад 70 станцій. На офіційному вебсайті публікувалися два різновиди рейтингу: національний, сформований на підставі загальної кількості трансляцій пісень на всіх радіостанціях, та регіональний, який укладався з урахуванням кількості відтворень композицій лише на місцевих і регіональних станціях.
Публікація цих рейтингів здійснювалася до 37-го тижня 2005 року.

### 2005–2010
У 2005 році компанія Nielsen Media Control розпочала моніторинг польських радіостанцій. На офіційному сайті Nielsen Music з 2006 по 2010 рік щотижня публікувалися рейтинги популярності пісень за попередній тиждень у форматі Топ-5. Поряд із польським списком оприлюднювалися також американські, загальноєвропейські, британські, німецькі, французькі та італійські рейтинги.
У період публікації на сайті Nielsen Music архів не створювався, тому списки найчастіше трансльованих пісень на польських радіостанціях за 2006 — березень 2010 року залишаються недоступними.

### З 2010
27 березня 2010 року Польський союз виробників фонограм розпочав публікацію списку AirPlay – Top, що спершу складався з п’яти позицій. Моніторинг відтворення пісень на радіо здійснювала компанія Nielsen Media Control. 31 серпня 2013 року ця компанія припинила дослідження популярності пісень на польських радіостанціях у зв’язку з виходом з європейського ринку. Від 1 вересня 2013 року підготовку рейтингу для офіційного польського списку AirPlay – Top перебрала на себе компанія BMAT, яка здійснювала моніторинг 74 радіостанцій (місцевих і загальнонаціональних) та чотирьох телевізійних каналів. 28 вересня 2013 року список було розширено до двадцяти позицій, а 7 листопада 2015 року — до ста.
16 січня 2023 року рейтинг отримав нову назву — OLiA (Oficjalna Lista Airplay). Відтоді дослідженням популярності пісень займається компанія MicroBe.